# Leptocera macalpinei
Leptocera macalpinei är en tvåvingeart som beskrevs av Richards 1973. Leptocera macalpinei ingår i släktet Leptocera och familjen hoppflugor. Inga underarter finns listade i Catalogue of Life.